# Фис-Эме, Реджи
Реджинальд «Реджи» Фис-Эме (англ. Reginald «Reggie» Fils-Aimé, род. 25 марта 1961) — бывший президент и главный операционный директор Nintendo of America.

## Биография
Фис-Эме родился в 25 марта 1961 году в семье гаитянских иммигрантов. В 1979 году поступил в Корнеллский университет, а спустя четыре года получил степень бакалавра наук в области прикладной экономики.

### Ранняя карьера
По окончании учёбы Фис-Эме работал в таких компаниях, как Procter & Gamble и Pizza Hut, а также занимал должность начальника отдела маркетинга в Guinness. Позднее он работал в предприятии общественного питания Panda Express, где занимал пост старшего вице-президента. Находясь на одной из главных руководящих должностей на VH1, он смог на 30 % повысить рейтинги телеканала, благодаря привлечению более молодой аудитории.

### Nintendo
Фис-Эме был принят на работу в Nintendo в декабре 2003 года, став ответственным за продажи и маркетинговую деятельность компании на территории США, Канады и Латинской Америки. В мае 2006 года он занял должность президента и главного операционного директора Nintendo of America, сменив на этом посту Тацуми Кимисиму.
Фис-Эме получил известность в 2004 году после своего незаурядного выступления на игровой выставке E3. Конференцию Nintendo он открыл следующими словами: «My name is Reggie. I’m about kickin' ass, I’m about takin' names, and we’re about makin' games» (Меня зовут Реджи. Я собираюсь надрать задницы, я собираюсь назвать виновных, и мы будем делать игры). За необычную внешность и манеру поведения многие геймеры стали называть его Реджинатор. Фис-Эме был женат, ныне разведён; является отцом троих детей.
Также Реджи получил известность на Е3 2007, когда он выходя на сцену для демонстрации Wii Balance Board он произнёс фразу, которая сразу стала мемом: «My body is ready!» (Моё тело готово!).
Подал в отставку в феврале 2019 года, свой пост директора покинул 15 апреля 2019 года. На посту его заменил Даг Боузер (Doug Bowser), ранее глава отдела продаж и маркетинга Nintendo of America.
После отставки из Nintendo, Фис-Эме создал свой собственный аккаунт под именем @Reggie и сделал свой первый твит, сказав: «Hi Twitter community» (Привет, сообщество Twitter).

## После Nintendo
После ухода из Nintendo Фис-Эме начал работать над программами в Школе прикладной экономики и управления им. Чарльза Дайсона при Корнелльском университете, а также состоит в совете директоров торговой сети GameStop и компании Spin Master.